# 온대 초원·사바나·관목지

온대 초원·사바나·관목지(영어: Temperate grasslands, savannas, and shrublands)는 세계 자연 기금에서 정의한 온대 기후의 육상 생물군계다. 이 생물군계의 주요 식생은 풀이나 관목으로 구성된다.
이 생물군계 유형은 북아메리카에서는 프레리, 남아메리카에서는 팜파스, 남아프리카에서는 벨드(veld), 아시아에서는 스텝으로 알려져 있다. 
북아메리카의 톨그래스 프레리, 유라시아 초원의 북서부 지역(우크라이나와 러시아의 남부), 아르헨티나의 후미드 팜파스 같은 일부 습한 초원은 적당한 강수량과 영양분이 풍부한 토양을 가지고 있어 농업에 이상적으로 적합한 곳으로 뽑힌다.

## 같이 보기
- 그레이트플레인스